# The Benza
『The Benza』（ザ・ベンザ）は、Prime Video Direct経由で2019年4月にアメリカ、イギリス、日本のAmazonプライム・ビデオで配信された日本のコメディドラマ。その後、2019年7月にドイツでも配信。2021年12月現在、Amazonプライムビデオ、PLEXで世界190カ国以上、8⾔語で配信されている。
本作は、カイル（カイル・カード）とクリス（クリス・マッコームス）が、トイレの便座が壊れた原因を突き止め、世界の終わりを防ごうとする話である。全6話ある第1シーズンは、監督の西坂來人により全て東京で撮影された。全7話ある第2シーズンは2021年12月に公開予定で、監督は西坂來人とマイケル・ウィリアムズ。 『The Benza』シリーズの脚本は、全てクリス・マッコームスによるものである。

## 歴史
『The Benza』シリーズは、もともと2018年に制作された14分のコメディ短編映画がベースとなっている。2018年に国内外の映画祭で8つの賞を受賞。 劇中のコメディ演出として登場したフェイク予告に対して続編の問い合わせが多く寄せられ、更には海外のオンデマンドサービスからドラマ化の依頼が寄せられる。それに伴い、脚本家のクリス・マッコームスが続編を書き下ろし、2018年秋から製作がスタート。2019年4月に全6話のドラマが完成し、Amazonプライム・ビデオより130か国で配信されている。また本作は、短編映画として2019年3月6日より3月12日まで、池袋シネマロサにて上映された。そして2019年にはMCMロンドンコミコン、2021年にはバーミンガムコミコンでそれぞれ開催以来日本ドラマとして初の上映を果たした。2021年12月11日には、国内初上映イベントをなかのZEROホールにて行った。

## 概要
制作費わずか200万円のドラマシリーズ。2019年MCMロンドンコミコン始まって以来の日本ドラマの初上映や。インデペンデント作品がら世界100カ国以上で配信されている。 
撮影は2018年10月23日から12月5日。ロケ地は、ドラマの舞台になっている東中野を中心に行われている。 また、様々な国のキャスト達が全編日本語で会話をしている。脚本はアメリカ人のクリス・マッコームスそして監督は日本人の西坂來人。その内容は、外国人が日本で生活にするにあたっての「あるあるネタ」や疑問、日本人が外国人に遭遇した時の「あるある」等が描かれている。 解りやすい顔芸やアメリカンジョーク、また、日本人独特の笑いの間も作られている。 

## あらすじ
外国人のクリスとカイルは、東京のアパートでルームシェアをして暮らしていた。ある日、トイレのU字型の部分が壊れてしまい、この部分の名称や入手先すらわからないまま、東中野を探し回る。
やがて、2人の通う日本語学校の教師・ いん子先生や、トレジャーハンターのアレナ、先日亡くなったホームセンターの店員・田村、予測不能な予言者のザをはじめとする個性的な人々も巻き込まれる。

## 登場人物

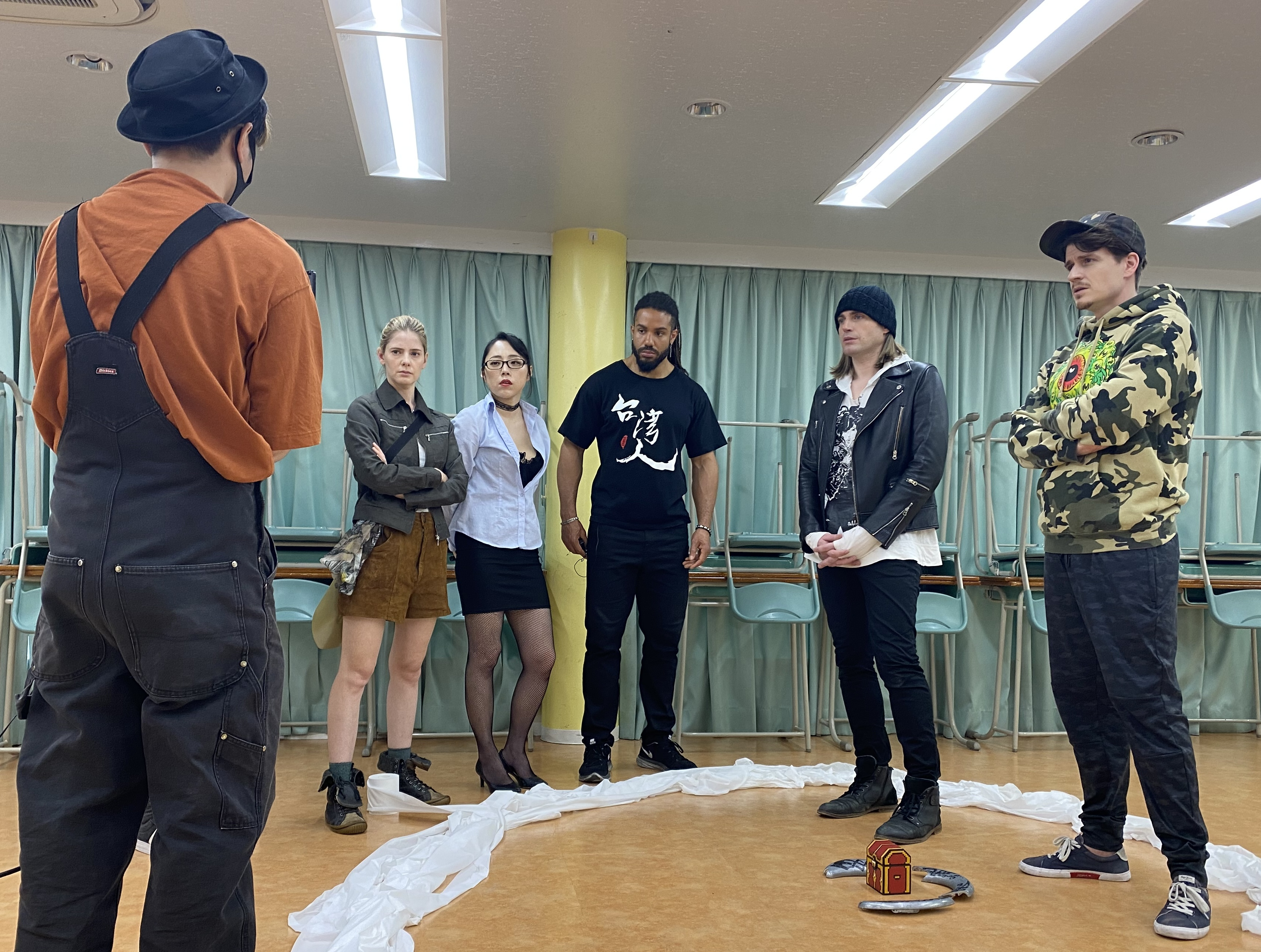
クリス・マッコームス, カイル・カード, 白いんこ, ヤンニ・オルソン, アレクサンダー・ハンター

### シリーズ1
クリス
演 - クリス・マッコームス
東京で暮らすアメリカ人。
カイル
演 - カイル・カード
クリスのルームメイト。カナダ出身。
いん子先生
演 - 白いんこ
クリスとカイルが通っていた日本語学校の先生。セクシーな授業を行う。
野口
演 - 野口径
日本人にもかかわらず、クリスとカイルが日本語で話しかけても話が通じない。
田村
演 - 川畑誠仁
ホームセンターの店員
アレナ
演 - ヤンニ・オルソン
クールなトレジャーハンター
リー
演 - リー・ミン・クック
クリスとカイルのルームメイトで、韓国語しか話せない
ステファニー
演 - ハンナ・グレース
アニメ好きなヲタク
デビット
演 - アレクサンダー・ハンター
侍魂を持つアメリカ人
こうすけ
演 - 今井孝祐
テンションの高い意地悪な司会者
かおり
演 - 池田香織
冷静な教育番組の司会者

### シリーズ2
キャロル
演 – アンダーソン静香
英語しか話せないお嬢様。
マリア
演 – マリア・パパドプール
日本語学校のいじめっ子。
マックス
演 –　マックスウェル・パワーズ
自分の声を見つけようとしているマリアの手下の一人。

## 音楽
オンデマンド配信ドラマ『The Benza Series 1』のために制作されたテーマソングEP。歌唱は『The Benza Series 1』に出演するキャスト勢（The Benza Cast）と野宮任裕（Fossilize）が参加。2019年4月27日よりiTunes Store、Amazon、Google Play Musicなどで配信された。発売レーベルはTokyo Cowboys。作詞はキャストで脚本を担当したクリス・マッコームス、作曲は野宮任裕が担当し、ジャンル、年代を問わない曲調となっている。2019年7月にアメリカで行われたFestigious国際映画祭にて“Running Around”がベストソング賞を受賞した。
収録曲
1. The Benza Theme -Opening Theme- / The Benza Cast (2:47)
作詞：クリス・マッコームス
作曲：野宮任裕
歌唱：カイル・カード、クリス・マッコームス
8bitサウンドから始まるオープニングテーマ曲
2. Montage With Me / The Benza Cast (3:06)
作詞：クリス・マッコームス
作曲：野宮任裕
歌唱：カイル・カード、クリス・マッコームス、川畑誠仁
The Benza Series 1の第2話挿入曲
3. Running Around / The Benza Cast (3:03)
作詞：クリス・マッコームス
作曲：野宮任裕
歌唱：カイル・カード、クリス・マッコームス、白いんこ、川畑誠仁、野口径、ヤンニ・オルソン
The Benza Series 1の第5話挿入曲
4. Step Foward Again -Ending Theme- / Fossilize (4:26)
作詞：クリス・マッコームス、野宮任裕
作曲：野宮任裕
歌唱：野宮任裕
80年代サウンドのエンディングテーマ曲

## スタッフ

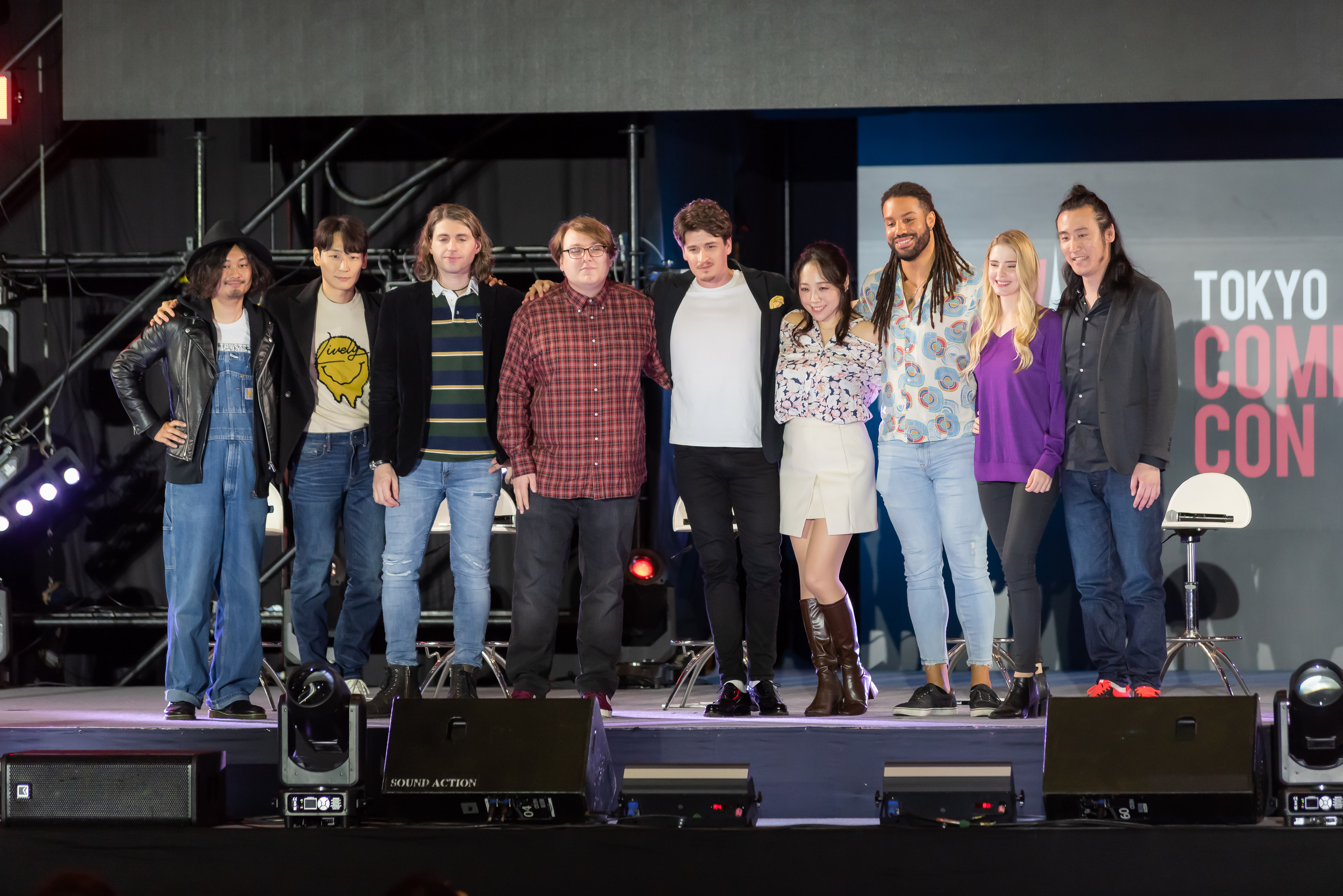
The Benza Tokyo Comic Con 2022

- 監督 - 西坂來人
- 脚本 - クリス・マッコームス
- プロデューサー - クリス・マッコームス
- ラインプロデューサー - 白いんこ
- 撮影 - 渡邉泰裕、久保田雅哉
- 音楽 - 野宮任裕
- 編集 - 西坂來人
- 製作 - TOKYO COWBOYS

## 受賞歴
ドラマシリーズとしての受賞歴
| Award                                       | Category                     | Nominee(s)                                       | Result     |
| ------------------------------------------- | ---------------------------- | ------------------------------------------------ | ---------- |
| Festigious International Film Festival      | 最優秀テレビドラマシリーズ賞 | The Benza                                        | 受賞       |
| Festigious International Film Festival      | ベストアンサンブルキャスト賞 | The Benza                                        | 受賞       |
| Festigious International Film Festival      | オリジナルサウンドトラック賞 | The Benza "Running Around"                       | 受賞       |
| Eurasia International Monthly Film Festival | 最優秀テレビドラマシリーズ賞 | The Benza                                        | 受賞       |
| Seoul Webfest                               | 最優秀コメディ賞             | The Benza                                        | ノミネート |
| Seoul Webfest                               | Best Guest Star              | Kaori Ikeda                                      | ノミネート |
| Seoul Webfest                               | 最優秀助演女優賞             | Janni Olsson                                     | 受賞       |
| Seoul Webfest                               | Best Director                | Raito Nishizaka                                  | ノミネート |
| Seoul Webfest                               | 最優秀主演男優賞             | Christopher McCombs                              | 受賞       |
| Seoul Webfest                               | 最優秀主演女優賞             | Haku Inko                                        | ノミネート |
| Florence Film Awards                        | 最優秀テレビドラマシリーズ賞 | The Benza                                        | 受賞       |
| New Jersey Web Fest                         | ベストデュオ賞               | Christopher McCombs and Kyle Card                | ノミネート |
| New Jersey Web Fest                         | ベストテーマ曲賞             | The Benza                                        | ノミネート |
| New Jersey Web Fest                         | 最優秀コメディ賞             | The Benza                                        | ノミネート |
| New Jersey Web Fest                         | 最優秀助演女優賞             | Haku Inko                                        | ノミネート |
| Cult Critics Film Festival                  | 最優秀助演男優賞             | Masahito Kawahata                                | 受賞       |
| Asia Web Awards                             | 最優秀主演男優賞             | Kyle Card                                        | 受賞       |
| International Online Webfest                | オリジナルサウンドトラック賞 | "The Benza" Series 1 Soundtrack, Takahiro Nomiya | 受賞       |

## 番外編
2019年夏にスピンオフの『Benza English』の制作が発表された。『The Benza 』のサブキャストたちがメインキャラクターを務め、『The Benza 』メインキャラクターたちがオリジナルコーナーを設けている。配信は2020年4月末より開始。

## ゲーム

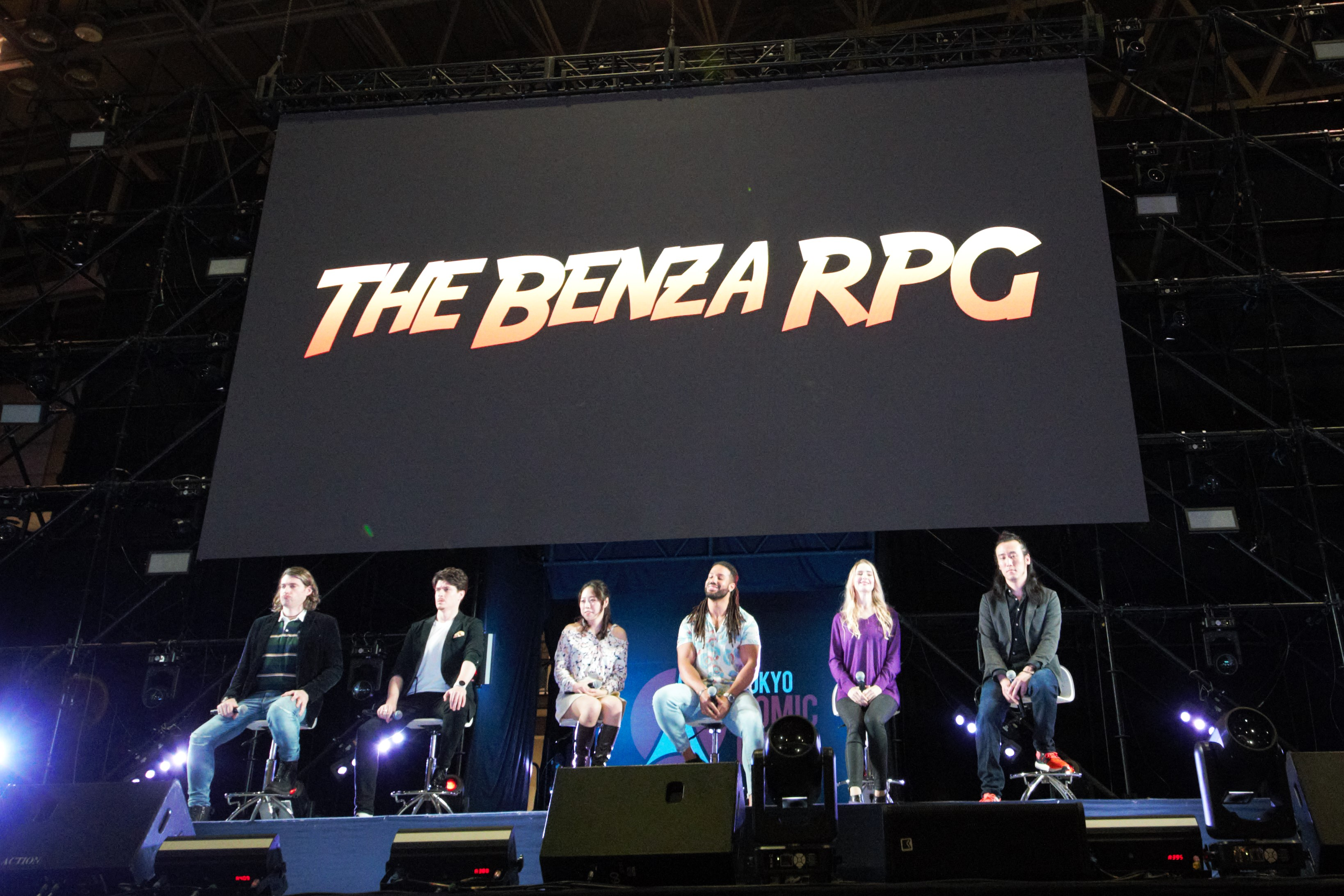
The Benza RPG at Tokyo Comic Con 2022

『The Benza RPG』（ザ・ベンザRPG）はスマホ対応のアプリゲームとして2020年秋に英語版が全世界でリリースされた。iOS (アップル),Android (オペレーティングシステム)、Steam版PC/Mac にて無料ダウンロードできる。メインキャストらのボイス250種類以上、オリジナル音楽も30曲以上が収録。 2021年6月には日本語版がリリースされた。